# Çağrı Yarkın
Çağrı Yarkın (* 10. Januar 1989 in Salihli) ist ein türkischer Fußballspieler.

## Karriere

### Vereinskarriere
Çağrı Yarkın begann mit dem Vereinsfußball in der Jugend von Yeni Salihlispor und spielte später in der Jugend von Salihli Belediyespor. 2004 wechselte er mit einem Profivertrag in die Jugend von Galatasaray Istanbul. Hier spielte er vier Spielzeiten lang ausschließlich für die Jugend- bzw. später für die Reservemannschaft.
2008 holte Galatasaray Ferdi Elmas von Çaykur Rizespor. Neben einer vereinbarten Transfersumme wurde auch Çağrı Yarkın an Rizespor abgegeben. Yarkın debütierte am 3. September 2008 bei einem Pokalspiel gegen Orduspor. In der Saison 2012/13 wurde er mit dem Verein Vizemeister und stieg somit in die Süper Lig auf.
Vor der Spielzeit wurde er an den Zweitligisten Boluspor abgegeben. Im Sommer 2014 wechselte er zum Zweitligisten Antalyaspor. Mit diesem Klub beendete er die Zweitligasaison 2014/15 als Play-off-Sieger und damit als letzter Aufsteiger. Nach Saisonende wurde sein auslaufender Vertrag nicht verlängert.
Zur Saison 2015/16 wechselte  zum Zweitligisten Kayseri Erciyesspor.

### Nationalmannschaft
Çağrı Yarkın durchlief ab der U-16 nahezu alle türkischen Jugendmannschaften.

## Erfolge
Mit Çaykur Rizespor
- Vizemeister der TFF 1. Lig und Aufstieg in die Süper Lig: 2012/13

Mit Antalyaspor
- Play-off-Sieger der TFF 1. Lig und Aufstieg in die Süper Lig: 2014/15